# 사만다 해리스

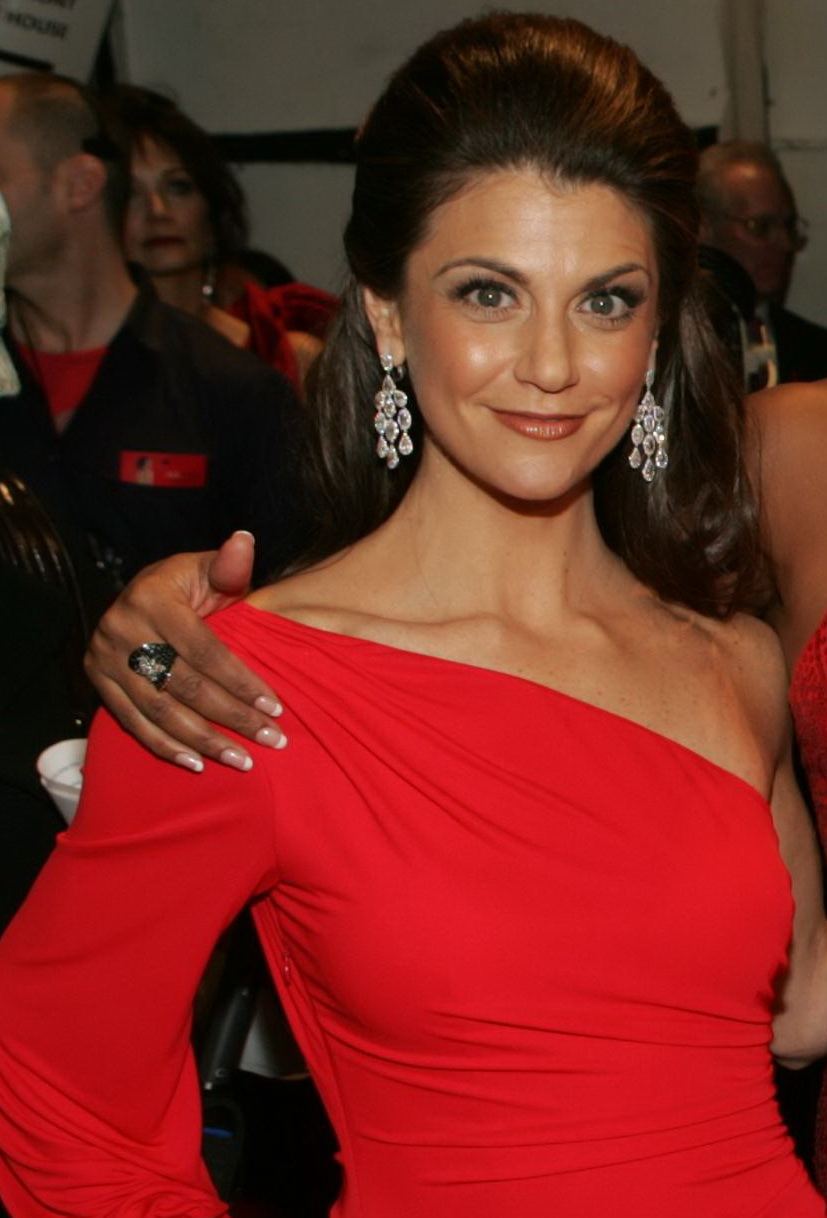
2009년 모습

서맨다 해리스(Samantha Harris, 1973년 11월 27일 ~ )는 미국의 배우, 연예 기자, 텔레비전 진행자, 모델이다.

## 출연 작품

### 영화
- Beautiful (2000)
- 드롭 데드 고저스 (1999)

### 텔레비전
- E! News (2005-)
- 댄싱 위드 더 스타 (2006-09) - 공동 진행
- 지미 키멀 라이브! (2007) - 본인
- Stars Earn Stripes (2012) - 진행